# Operação Beca
Operação Beca (em hebraico:  כתונת, Ketonet), foi uma operação militar realizada dentro do território Sírio, pelo Sayeret, o pelotão de reconhecimento dos para-quedistas das Forças de Defesa Israelenses. Aconteceu em 12 de outubro de 1973, durante a Guerra do Yom Kippur. Os pára-quedistas destruíram uma ponte na região trifronteiriça do Iraque, Síria e Jordânia, interrompendo assim a transferência de armas e tropas entre a Síria e seus aliados.